# Première Classe (film)
Pour les articles homonymes, voir Première classe (homonymie).
Pour plus de détails, voir Fiche technique et Distribution.
Première Classe est un court métrage français réalisé en 1984 par Mehdi El Glaoui, sorti en 1992. Il obtient en 1985 le César du meilleur court métrage de fiction.

## Fiche technique
- Titre : Première Classe
- Réalisateur : Mehdi El Glaoui
- Scénario : Marc Siauve-Évauzy
- Photographie : Patrick Thibaut
- Montage : Marie Robert
- Musique : Marc Siauve-Évauzy
- Pays d'origine :  France
- Durée : 11 minutes
- Date de sortie : 19 juin 1992[1]

## Distribution
- Pierre Charras
- André Dussollier
- Francis Huster
- Beth Todd

## Distinctions
- 1985 : César du meilleur court métrage de fiction